# Comodines
Comodines es una película argentina, estrenada el 19 de junio de 1997, producida por la empresa Pol-Ka Producciones. Protagonizada por Carlos Calvo y Adrián Suar. Coprotagonizada por Nancy Duplaá, Patricia Viggiano, Tony Vilas, Isabel Quinteros, Alejandro Awada y Nelly Prono. Antagonizada por los primeros actores Víctor Laplace y Rodolfo Ranni. También, contó con la actuación especial de Raúl Rizzo. Fue basada en una idea original del propio Suar, el guion estuvo a cargo de los escritores Gustavo Belatti, Mario Segade (estos dos serían guionistas más tarde de la exitosa novela Resistiré) y el escritor Ricardo Piglia, y la dirección a cargo de Jorge Nisco, que ya había dirigido a Suar en la serie policial Poliladron.
Esta película fue estrenada el 19 de junio de 1997, con un gran patrocinio por parte de Canal Trece. La misma, fue lanzada en respuesta al lanzamiento de otra película de acción que fuera patrocinada por Telefé: La furia. Ambas películas fueron muy bien recibidas por el público, en un verdadero apoyo a la industria cinematográfica argentina.

## Sinopsis
Dos agentes de policía deben encontrar al llamado «comodín», un agente de policía que se encuentra involucrado con una banda de narcotraficantes, amparado por la ley.

## Trama
La historia comienza en el puerto de Buenos Aires, donde se está realizando un embarque ilegal de drogas. Hacia allí son enviados en un operativo, una brigada antinarcotráfico a cargo del oficial Alberto Pérez (interpretado por Raúl Rizzo). El plan, era sorprender in fraganti y desbaratar la banda de traficantes. Un oficial de esa brigada, Norberto Lorenzi (Carlos Calvo), trabajaba de incógnito en ese lugar entregando información a sus camaradas. Sin embargo, el plan se echa a perder, cuando uno de los traficantes descubre sorpresivamente la identidad de Lorenzi. Es así que los malhechores atacan a la brigada, desde el barco donde se realizaba el embarque y desde dos helicópteros. Los traficantes comienzan disparar a mansalva contra los integrantes de la brigada, intentando proteger la embarcación y su contenido. Los integrantes de la brigada van cayendo uno a uno, quedando solamente dos: Lorenzi y Pérez. Mientras esto sucedía, un oficial de la Policía Federal también se encontraba haciendo un trabajo de incógnito, pero en uno de los hangares del puerto. En un último esfuerzo, Pérez descarga sus últimos cartuchos contra uno de los helicópteros sin poder hacer nada. De rodillas espera una mortal ráfaga de ametralladora que lo derriba, ante la desesperación de su amigo Lorenzi que nada pudo hacer para evitar su muerte. Finalmente, el barco es hundido y los helicópteros son derribados por el agente que se encontraba en el hangar, quien desde tierra firme les dispara con un lanzacohetes.
Finalizados los sangrientos sucesos del puerto, desde la plana mayor de la Policía Federal, comenzaron a llover acusaciones sobre el fallecido oficial Pérez, como el supuesto «comodín», que brindara información a los traficantes para que el operativo fuera un rotundo fracaso. En conferencia de prensa, el comisario Julio Lizarraga (Víctor Laplace), se encargó de desmentir todas estas versiones, asegurando que Pérez cayó en cumplimiento del deber. Una vez finalizada esta conferencia, Lizarraga se reúne con Lorenzi y le informa que en unos días se incorporaba un nuevo oficial, proveniente de la Policía Federal: era Guillermo Parodi (Adrián Suar), el oficial que se encontraba en los hangares la noche del sangriento operativo. Lizárraga y Parodi se encuentran más tarde en una zapatería, donde el comisario, además de sorprenderse por la juventud del oficial, le comunica que oficialmente se encuentra dentro de la fuerza. Luego de eso, Norberto Lorenzi, decide hacer una visita de cortesía a su nuevo compañero. Al percatarse Parodi de que alguien andaba dando vueltas en la parte de afuera de su casa, se prepara para defenderse. Sin embargo, al abrir la puerta, Lorenzi logra convencer a su novel compañero de que baje la guardia, apuntándole disimuladamente con su arma. Al ingresar, Parodi comienza a sentirse molesto con la repentina aparición de Lorenzi, por lo que la relación empieza muy mal.
Al día siguiente, Lizárraga reúne a sus dos agentes informándoles que se ha conseguido una pista, para dar con el sujeto que habría orquestado la matanza del puerto. Una denuncia de reiteradas amenazas hacia la hija de una mujer adinerada, hace que Lorenzi y Parodi sean enviados a custodiar la fiesta de cumpleaños número 15 de Guadalupe. Luego de esta orden, Lizarraga informa a Lorenzi que se tomará unos días de descanso en Mar del Plata. Todo parece marchar de manera normal y sin sobresaltos, hasta que un hombre toma la palabra en el momento que la torta hace su ingreso. Lorenzi que estaba monitoreando la situación, descubre que este sujeto pronuncia reiteradamente la palabra Rápidamente, la misma que oyera la noche del asesinato de Pérez. Es así que este sujeto luego de decir estas palabras huye, llevando a que los agentes lo sigan hasta la calle Florida. Una vez ahí, Lorenzi comienza a seguir a este sujeto, no sin antes exigirle a Parodi que se quede en el auto. Parodi hace caso omiso y decide ir en busca de su colega. En el camino, Parodi tropieza con un grupo de turistas japoneses, quienes eran guiados por Carla (Nancy Dupláa) una joven traductora y guía turística. A pesar de esto, Parodi logra atajar a Lorenzi que, enceguecido de odio y deseos de venganza, estaba por desenfundar su arma para dispararle a este hombre. De repente, un equipo de patrulleros de la Policía Federal, llega al lugar y comienzan a acordonar el área y a apuntar con armas de grueso calibre. Lorenzi se confía de que la Policía llegó para apresar al sospechoso, pero Parodi se da cuenta y le dice que en realidad los están buscando a ellos. Los dos se echan a correr, cuando los oficiales comienzan a disparar contra ellos sin importar la cantidad de gente que había alrededor. Lorenzi y Parodi huyen hacia las vías de un subterráneo y abordan la formación, mientras seguían siendo tiroteados. Lorenzi obliga al maquinista a pasarse todas las estaciones llegado al final del tramo, donde los dos perseguidos escapan en la oscuridad de la noche.
Al día siguiente, Lizárraga mantiene una acalorada discusión en una reunión de jefes, en la que se encontraban los comisarios, Osvaldo Deambrosi (Rodolfo Ranni), Alfredo Estévez (Tony Vilas) y Esteban Zanaro (Manuel Vicente) quienes en todo momento le refrendaban diferentes temas, como la necesidad de intervenir la brigada, la orden impartida para la realización del operativo y el abandono de Lorenzi y Parodi de la custodia de la joven. Luego de esta charla, los comisarios decidieron otorgar 15 días de suspensión a estos agentes. Parodi acepta al instante, mientras que Lorenzi, enceguecido de impotencia no encuentra explicación. En ese momento, Lizarraga aprovecha la debilidad mental de Lorenzi e intenta ponerlo en contra de su nuevo compañero. Sin embargo, lo que menos sabe Lizarraga, es que Parodi en realidad, es un informante puesto ahí por su jefe, Osvaldo Deambrosi.
Entonces, decide continuar la investigación por su parte. Siguiendo una pista, a través de un encendedor que había encontrado en la fiesta, nuevamente se camufla como incógnito y hace una visita a la fábrica de estos encendedores. Allí descubre que la droga la ingresan camuflada en contenedores con frascos de bencina para estos encendedores, y en una visita a la gerencia, descubre papeles con fechas de un nuevo desembarco de droga. Luego de este hallazgo, Parodi se reúne con Deambrosi (dándose a conocer en ese instante, que Parodi ingresó a la brigada para seguir los pasos de sus integrantes) informándole sobre el desembarco y pidiéndole la oportunidad de desenmascarar a la red. Luego del aprobado de Deambrosi, Parodi recibe el OK de Estévez para que inicie una investigación interna, siempre manteniéndolo al tanto de todo. Es así que en una situación cómica con su abuela, Parodi recuerda a Carla, la guiadora turística, y decide hacerle una visita para pedirle ayuda, ya que los turistas japoneses que se encontraban en Florida, la noche del operativo, habían grabado todo con sus cámaras de video. En una situación aparte y una vez con Lorenzi en su poder, Lizarraga intenta convencer a Lorenzi de que el «comodín» es el comisario Alfredo Estévez, mencionando que al ser un hombre muy respetado de la Policía Federal, no lo puede tocar nadie y sus vínculos con el poder son muy grandes. De paso, aprovecha y continua poniendo a Lorenzi en contra de Parodi. Al obtener una respuesta favorable, Lizarraga levanta la suspensión de Lorenzi, aclarándole que no hacía lo mismo con Parodi.
Al día siguiente, Carla decide ayudar a Parodi a revisar los videos, lo cual lo consigue de una manera insólita: Invocando el nombre de Carlos Gardel. Es así que los japoneses entregan sus videocámaras y Parodi comienza una ardua investigación, dando finalmente con el verdadero «comodín»: el mismísimo comisario Julio Lizarraga. Luego de este hallazgo, Parodi visita a Lorenzi y le informa de lo ocurrido. Al mostrarle la cinta donde se lo ve a Lizarraga huyendo del lugar, Parodi dice que lo que sucedido fue una trampa tendida por Lizarraga para matar a ambos agentes y acusarlos como "comodines" y así salir indemne. Como argumento para que le crea, le recordó que antes de tomra la custodia del cumpleaños, Lizarraga había mencionado un viaje a Mar del Plata. Lo que ninguno sabe, es que luego de esta matanza, Lizarraga huiría del país junto a una cómplice insospechada: Valeria (Patricia Viggiano), la novia de Lorenzi. En un encuentro amoroso que tuvieron, Lizarraga esconde un paquete en la cartera de Valeria sin que ella sospeche nada.
Al día siguiente, Deambrosi se reúne con un superior, el cual le da el visto bueno para que inicie la cacería. Mientras tanto, en una estación de servicio, Lizarraga se reúne con Zanaro y le entrega documentos falsos que supuestamente incriminaban a Lorenzi y Parodi, con un capomafia de apellido Becker. Luego de eso, Valeria es raptada por gente del propio Becker, para que declare donde escondió Lizarraga un disco con pruebas que incriminaban a ambos. Mientras tanto, Lizarraga llegaba a un hangar abandonado, donde se estaba realizando el desembarco del contrabando. Luego de recibir el dinero, Lizarraga intenta escapar, pero la gente de Becker decide que es necesario deshacerse de él. En ese momento aparecen Lorenzi y Parodi intentando poner a Lizarraga a resguardo iniciándose una balacera que culmina cuando Parodi hace estallar el depósito, arrojando un encendedor a los barriles donde se desechaba la bencina que era reemplazada por droga. También en ese preciso instante, la gente de Becker descubre que el paquete que Lizarraga dejó en la cartera de Valeria, era el disco que andaban buscando, por lo que deciden eliminar a la mujer. Volviendo al depósito y luego de que Lorenzi desenmascarara a Lizarraga, este se lanza a atropellar a Lorenzi que fue en auxilio de su compañero que cayó herido. Esto hizo que Lorenzi persiguiera a Lizarraga, dando inicio a una persecución sin cuartel, que finalizó luego de que Lorenzi dispare al tanque de nafta del auto de Lizarraga y éste por acción de la explosión, sea catapultado al cauce de un arroyo, donde finalmente estalla.
Luego de estos sucesos, Lorenzi toma conocimiento de la muerte de Valeria y decide ausentarse por tiempo indefinido. En el lugar del crimen, Parodi descubre los pasajes con los que Lizarraga y Valeria iban a huir, mientras que Estévez le informa a Zanaro que las pruebas de Lizarraga eran falsas. Días después, Deambrosi le pregunta a Parodi sobre Lorenzi y si sabía lo de Lizarraga y Valeria, a lo que Parodi le pregunta ágilmente como lo sabía él. Deambrosi responde que ese era su trabajo y que busque a Lorenzi para la condecoración. Parodi busca a Lorenzi y le entrega las pruebas que incriminaban a Valeria con Lizarraga y le pide disculpas por habérselas ocultado. Al día siguiente, ambos reciben sus condecoraciones, pero Lorenzi decide obsequiar su medalla a la familia de su amigo Pérez, todo bajo la atenta mirada de Parodi, que veía cómo la memoria de Pérez fue vengada. Luego de las entregas, Deambrosi baja al estacionamiento, donde lo estaba esperando un coche para salir. En el mismo, estaba el mismísimo Becker, a quien Deambrosi le entrega el disco incriminante. Luego de eso, Lorenzi y Parodi se despiden en la calle mientras acuerdan seguir trabajando juntos, y en ese momento son cruzados por el coche que llevaba a Becker y Deambrosi. Ambos se quedan observando el coche con desconfianza, analizando quién iba a ser el próximo «comodín», antes de saludarse con la mirada y partir en autos separados.

## Reparto
- Carlos Andrés Calvo como Norberto Lorenzi.
- Adrián Suar como Guillermo Parodi.
- Víctor Laplace como el comisario Julio Lizarraga (el «comodín»).
- Rodolfo Ranni ... como Osvaldo Deambrosi.
- Nancy Dupláa como Carla.
- Patricia Viggiano ... como Valeria.
- Raúl Rizzo ... como Alberto Pérez.
- Tony Vilas ... como Alfredo Estévez.
- Manuel Vicente ... como Esteban Zanardo.
- Nelly Prono ... como Carmen.
- Isabel Quinteros como Nilda Pérez.
- Alejandro Awada como «Rápidamente».
- Héctor Raubert como uno de los sospechosos.
- Emilio Bardi ... como jefe de matricería.
- Daniel Marcove como Gerente de matricería.
- Lana Montalbán como periodista de TV.
- Nilda Raggi como Ruth.
- Mariana Briski como Silvia.
- Carlos Weber como Becker.
- Luis Aranda como el capitán del barco.
- Claudio Rissi como traficante.

- Los actores Rodolfo Ranni y Claudio Rissi, quienes formaron parte del rodaje de esta película, también participaron en La Furia, película contra la que competía directamente Comodines en la taquilla de cine de 1997. De esta forma se dio que ambos actores fueran partícipes de dos grandes éxitos simultáneos de la cinematografía argentina. En Comodines, Ranni interpretaba al Comisario Osvaldo Deambrosi, principal jefe de las fuerzas policiales que de alguna forma está involucrado con una red de narcotráfico, mientras que Rissi interpretó a un contrabandista que descubre la identidad de Norberto Lorenzi (Carlos Andrés Calvo) al inicio de la película, durante un operativo en el Puerto de Buenos Aires.

## Estreno

### Publicidad
Una de las fuentes económicas más importantes que tuvo esta película fue la implementación de avisos publicitarios a través de escenas de corta duración en las cuales indirectamente se está promocionando un determinado producto. La idea de esta publicidad camuflada, impuesta originalmente por Adrián Suar, le trajo buenos aportes crediticios al rodaje de esta película. Empresas como Ford, Esso o Arcor hicieron sus aportes, recibiendo a cambio publicidad en esta película.[cita requerida]